# Yehezkel Lazarov
Yehezkel Lazarov (en hebreo : יחזקאל לזרוב Y'ḥezeqel Lazarov, nacido el 8 de febrero de 1974 en Tel-Aviv, Israel) es un actor israelí, actor de voz, bailarín y coreógrafo. Lazarov actuó en los principales teatros israelíes (incluidos "Gesher " y "Habima ").

## Biografía
Lazarov nació en Tel Aviv, el 8 de febrero de 1974, en el seno de una familia judía religiosa con raíces en Bukhara y Bulgaria . Comenzó a bailar a la edad de ocho años y estudió en la escuela secundaria Telma Yelin en Giv'atayim. Fue reclutado para las Fuerzas de Defensa de Israel y sirvió en un conjunto de entretenimiento militar. Después de su alta en 1993, pasó cuatro años en el conjunto de ballet Bat Sheva. Estudió en París y luego actuó en el "Actors 'Center" en Londres. En 1998 se hizo conocido con un papel en la película "Amor prohibido". En 2001 se unió al teatro Gesher en Jaffa , donde jugó en "Midsummer Night's Dream" y en adaptaciones para teatro de Isaac Bashevis Las novelas de cantante " Shosha "," The Slave ", en el espectáculo" Variaciones para teatro y orquesta ", basadas en romances rusos antiguos y canciones del período zarista y soviético, en "The threepennies Opera" de Brecht y Weil y otros.
Lazarov también brindó la voz de un personaje en el documental animado ganador del Golden Globe de 2008, Waltz with Bashir.

## Educación
Se graduó de Thelma Yellin Art School y sirvió en IDF Entertainment Ensemble. Después de completar su servicio en 1993, se unió a Bat Sheva Dance Company durante cuatro años. Estudió teatro en el Actors 'Centre de Londres antes de unirse al Teatro "Gesher" (durante 5 años) y al Teatro Cameri (durante 7 años) como actor, director y coreógrafo. Lazarov ha jugado papeles principales en numerosas películas y producciones televisivas. Como artista visual, Lazarov ha mostrado trabajos de fotografía y videoarte en varias exposiciones de galerías. Ha escrito y dirigido tres obras: "Hezi", "Radio Heaven" y, más recientemente, "Igloo", que se estrenó en el Israel Festival 2013. Lazarov ha escrito y dirigido dos cortometrajes, "Lashabiya" y "No Lifeguard", que se han proyectado con mucho éxito en varios festivales de cine intencionales.

## Carrera
Lazarov nació el 8 de febrero de 1974 en Tel-Aviv. Comenzó a tocar cuando tenía 8 años en muchos musicales como bailarín Tap. Estudió en Thelma Yelin Art High School, y sirvió en un conjunto de Military Entertainment Air Force como cantante. En 1993, se unió a Bat-Sheva Contemporary Ballet Dance Company (director artístico-Ohad Naharin) hasta 1997 ("Anafaza", "Mabool", "Zina", "Yag", "Kir" y más). Estudió teatro en el "Actors Centre" en Londres 2001. Lazarov se unió al "Teatro Gesher" en 2001 y al "Teatro Cameri" en 2007. Lazarov es coreógrafo interno en los teatros Gesher y Cameri.

## Créditos cinematográficos
- Director - "Stempeniu" A play by Edna Mazya . Camery Theatre. 2012
- Escritor, Director - “Lashabiya“, 2009. (A short film). (officially selected at "Manhattan Short Festival", "Barcelona Film Festival ", Haifa F.F)
- Escritor, Director - “Radio Heaven”, 2006. (A theater play)
- Escritor, Director - “Hezi”, Gesher Theatre, 2005. (A theater play)
- Director – “Unknown Artist”, Acting, Dance and Music Improvisation, 2006.

## Filmografía
- Mata Hari \ 2017 - Count Costello
- "The world is funny"[1] (supporting- Roni \ director - Shemi Zarhin \ p. Moshe Edri \ 2012)
- "Plastelina"(Lead- Eli Bachar \ director- Vidi Bilu \ production-Matar \ 2012)
- "Fifth Heaven" (Lead- Dov Markovski \ director- Dina Zvi Riclis \ p. Yifat Prastelnic \ 2011)
- "Traces of love" (Lead - Sami Cohen\ director- Nisim Notrica \ p. Riki Shelach \ 2011)
- "Till the End of the World" (Lead - Shalom \ director-Rani Magar\ p. Ori Sabag 2010)
- "Waltz with Bashir"[2] (supporting - Carmi \ director- Ari Folman \ 2008 \ best film golden globe)
- "The Shelter" (Lead-  the father \ director -Roi Orenstein \ p. Clouds \ 2007)[3]
- "The Debt"[4] ( Lead-  Ehood \ director- Asaf Bernstein\ p. Ethan Even \2007)
- "3 Mothers"[5] ( supporting- Felix \ Dina Zvi Riclis \ p. Yifat Prastelnic \ 2006)
- "The Game of Truth and False" ( Lead - Tomer \ director- July Shlez \ p. Ori Sabag \ 2004)
- "Tree Stars"( Lead – Daniel \ director - Hagay Levi \ 1997)
- "Forbidden Love"(the Dibbuk)( Lead- Hannan \ director -Yossi Zomer\ Zodiac pro. \ 1996)
- "The Strawberry"(supporting \ director - Ori Barabash \1992)

## Actuaciones en teatro
- The Wizard! (Lead / Scarecrow)  1999
- The Gesher Theatre,   (Artistic director-Evgeni Arye)   2001-2006
- "The Three Penny Opera":( Lead \  Meck the knife)-(best promising actor 2002-3)
- "variation for theater and orchestra"
- "The Marriage of Figaro": (Lead \ Figaro)
- "The Lady with the Dog": (Lead \ Dimity Gorov)
- "Mid-Summer Night's Dream": (Lead \ Lisander)
- "The slave": (Stefan)
- The Cameri Theatre    (Artistic director-Omri Nizan)   2007–Present
- "Stempeniu" (Lead\ Stempeniu)
- "The Aristocrats" (Lead\  Rudi)
- "Yentel": ( Lead \ Avigdor)
- "Was it a Dream": (Lead \ Alexander Pen)
- "The Big Sea": ( Lead \ Noach) 2007